# Мошченичка-Драга
Мошче́ничка-Дра́га (хорв. Mošćenička Draga) — община в Хорватии, входит в Приморско-Горанскую жупанию. Община состоит из 15 населённых пунктов. По данным 2001 года, в ней проживал 1641 человек. Общая площадь общины составляет 45 км².

## Персоналии
- Цар Эмин, Виктор (1870—1963) — хорватский писатель и публицист.